# Slug
Slug je část URL identifikující webový zdroj pomocí člověku srozumitelného a zpravidla též URL specifikaci dodržujícího textového řetězce.
Podíváme-li se na tuto URL…
```
http://example.com/navody/jak-pouzivat-slug
```

… za slug považujeme „navody“ a „jak-pouzivat-slug“. Jak je vidět, zpravidla se jedná o název stránky ochuzený o diakritiku a obsahující místo mezer spojovníky.

## Výhody a nevýhody
Za výhodu můžeme považovat již zmíněnou lepší srozumitelnost pro člověka – při pouhém pohledu na výše uvedenou adresu lze předpokládat, co se na ní nachází. Což například u adresy http://example.com/?cat=5&id=484 dost dobře nejde. Výhoda použití slugu a nepoužití částí nenesoucí pro uživatele význam (v tomto případě ?cat= a &id=) může být i při opisování či diktování adresy. Méně zkušený uživatel může mít například problém se zapsáním ampersandu.
Další (byť velmi sporná) výhoda je z hlediska vyhledávačů, kdy se vložením adresy do různých diskusních fór, která převádí automaticky URL adresy na HTML odkazy, může klíčové slovo z adresy dostat do textu odkazu.
Nevýhodou je pracnější realizace – z názvu stránky je zapotřebí slug teprve vytvořit (lze to i automaticky). Drobnou výhodu ryze číselných adres lze spatřit v tom, že si čísla významných stránek na určitém webu může návštěvník zapamatovat snadněji než název stránky převedený na slug.